# Urfahr-Umgebung (huyện)
Bezirk Urfahr Umgebung là một huyện của bang Upper Austria ở Áo. 

## Các đô thị
Các thị xã (Städte) bằng chữ đậm; các phố thị (Marktgemeinden) chữ xiên.
- Alberndorf in der Riedmark
- Altenberg bei Linz
- Bad Leonfelden
- Eidenberg
- Engerwitzdorf
- Feldkirchen an der Donau
- Gallneukirchen
- Goldwörth
- Gramastetten
- Haibach im Mühlkreis
- Hellmonsödt
- Herzogsdorf
- Kirchschlag bei Linz
- Lichtenberg
- Oberneukirchen
- Ottenschlag im Mühlkreis
- Ottensheim
- Puchenau
- Reichenau im Mühlkreis
- Reichenthal
- Schenkenfelden
- Sonnberg im Mühlkreis
- Sankt Gotthard im Mühlkreis
- Steyregg
- Vorderweißenbach
- Walding
- Zwettl an der Rodl

Bản mẫu:Upper Austria